# Иванов, Олег Яковлевич
Олег Яковлевич Иванов (26 февраля 1952 — 1995) — советский хоккеист, нападающий. Мастер спорта СССР.
Воспитанник ленинградского хоккея — СК комбината имени Э. Тельмана (первый тренер Беляй Бякешев), «Большевик». Всю карьеру провёл в ленинградском СКА в сезонах 1968/69 — 1974/75. В бронзовом сезоне чемпионата-1970/71 в возрасте 18 лет был лидером третьего звена, отмечалось его большое чутьё при обводке и забивании шайбы и, вместе с тем, невысокая силовая выносливость.
Победитель Кубка Шпенглера — 1971.
Чемпион Европы среди юниоров (2) — 1970, 1971.
Иванов стал злоупотреблять алкоголем, и старший тренер СКА Пучков добился его пожизненной дисквалификации. Работал рубщиком мяса. Умер от алкогольного отравления.